# Cleora duponcheli
Cleora duponcheli là một loài bướm đêm trong họ Geometridae.